# Middletown (Nova Iorque)
Middletown é uma cidade localizada no estado americano de Nova Iorque, no Condado de Orange. A sua área é de 13,3 km², sua população é de 25 388 habitantes, e sua densidade populacional é de 760,5 hab/km² (segundo o censo americano de 2000).
O significado do nome da cidade é "cidade no meio" (middle: meio; town: cidade). Está localizada no meio e topo de uma montanha, que em épocas de inverno é toda coberta por neve. Conhecida pelos belos chalés, restaurantes e esportes radicais de inverno.

## Demografia
A população em 2000 era de 25,388. A estatística para 2004 era de 26 117, um aumento de 2,9%. A população masculina em 2000 era de 12 264 (48,3%) e feminina de 13 124 (51.7%).
Composição racial da cidade em 2000:
- Brancos (56,8%)
- Hispânicos (25,1%)
- Afro-americanos (15,1%)
- Outras raças (9,3%)
- Duas ou mais raças (4,4%)
- Americanos (1,5%)
- Asiáticos (0,8%)